# Amersham plc
Amersham plc war eine britische Firma für medizinische Diagnose und radiochemischer (Isotope) und biotechnischer Produkte. Der ursprüngliche Standort war bei Amersham, wovon sich auch der Name herleitet.

## Geschichte
Amersham International plc wurde 1982 gegründet. Die Firma hat ihre Wurzeln in einem 1946 gegründeten National Center zur Entwicklung und Herstellung von radioaktivem Material zur friedlichen Nutzung in der Medizin, Forschung und Industrie und war die erste Firma, die Margaret Thatcher privatisierte.
Die schwedische Firma Pharmacia Biotech wurde von ihr 1997 übernommen. Noch im selben Jahr wurde sie mit der norwegischen Nycomed als Nycomed Amersham plc zusammengeschlossen und 2001 in Amersham plc umbenannt.
Im Jahre 2004 wurde Amersham plc von der amerikanischen Firma General Electric (GE) übernommen, in GE Healthcare integriert und in die Geschäftszweige GE Healthcare Medical Diagnostics und GE Healthcare Life Sciences aufgeteilt. Die Zentrale von GE Healthcare befindet sich bei Amersham. Es ist die einzige GE-Zentrale außerhalb der USA.
Seit 2021 wurde die GE Healthcare Life Sciences in das neue Unternehmen Cytiva übertragen, welches Teil der Danaher Corporation ist.